# Тро-Брейз
Тро-Брейз  (брет. Tro Breizh, буквально «кругом по Бретани» - от «tro» - кругом + «Breizh» - Бретань) — пешее католическое паломничество, протяжённостью около 600 километров, совершаемое по местам захоронения 7 святых основателей Бретани. По народному бретонскому поверью перед паломником, побывавшем на могилах этих святых, открывается рай. В Тро-Брейзе принимают участие многочисленные паломники со всего мира.

## Источник
- Gaële de La Brosse, Tro Breiz, les chemins du Paradis : Pèlerinage des Sept Saints de Bretagne, Presses de la Renaissance, 2006, ISBN 2856169112
- François Lepère, Sur le chemin du Tro Breizh…, éditions Lepère, 2005.
- Yves-Pascal Castel, Le chant du TRO-BREIZ, éditions nouvelles du Finistère, 1995. ISBN 2-9506659-7-7